# As-Suwayda (distrikt)
as-Suwayda (arabiska: منطقة مركز السويداء, منطقة السويداء) är ett distrikt i Syrien.   Det ligger i provinsen as-Suwayda, i den södra delen av landet, 100 kilometer sydost om huvudstaden Damaskus.